# Beneficium abstinendi
Beneficium abstinendi (abstinere se hereditate, etwa: „Enthaltungsprivileg gegenüber einer Erbschaft“, „sich fernhalten von einer Erbschaft“; auch ius abstinendi) bedeutete im Rahmen des prätorischen Erbeinweisungsrechts die Möglichkeit der Abstandnahme eines Hauskindes (suus) vom Erwerb einer Erbschaft. Als Handlungsweisen kamen die Ausschlagung im Vorfeld oder die spätere Preisgabe eines ipso iure zugegangenen Nachlasses in Betracht. Der Erbe konnte sich so der Haftung für Schulden des Erblassers entziehen. Wenngleich sui heredes sich der ökonomischen Rechtsfolgen entledigen konnten, verblieben sie in ihrer zivilen Erbenstellung an sich.
Soweit der Prätor dem Erben als beneficium, also als „Rechtswohltat“, eine Erbausschlagung einräumte, bedeutete dies eine ausdrückliche Ausnahme von den hergebrachten zivilrechtlichen Grundsätzen der erbschaftsrechtlichen Annahmepflicht. Im römischen Recht galt lange, dass Hauskinder und Sklaven sogar Zwangserben (heredes necessarii) des Nachlasses ihres Gewalthabers waren. Hauskinder wurden von den Nachteilen, die ein verschuldeter Nachlass mit sich bringen konnte, befreit, Sklaven hingegen nicht.